# Grand Cape Mount
Grand Cape Mount is een county van Liberia in het zuidwesten van het land. De county heeft een oppervlakte van ruim 5800 vierkante kilometer en telde anno 2007 117.000 inwoners. De hoofdstad van Grand Cape Mount is Robertsport.

## Geschiedenis
Grand Cape Mount was een van de vijf county's die bij de grondwet van 26 juli 1847 werden opgericht. In 1911 werd de county uitgebreid bij een landruil met buurland Sierra Leone.

## Grenzen
Grand Cape Mount heeft een kustlijn:
- Aan de Atlantische Oceaan in het zuidwesten.

De county grenst ook aan een buurland van Liberia:
- De provincie Eastern van Sierra Leone in het noordelijke noordwesten.
- De provincie Southern van Sierra Leone in het zuidelijke noordwesten.

Verder grenst de county aan twee andere county's:
- Gbarpolu in het noordoosten.
- Bomi in het zuidoosten.

## Districten
De county bestaat uit vijf districten:
- Commonwealth
- Garwula
- Gola Konneh
- Porkpa
- Tewor

Bomi · Bong · Gbarpolu · Grand Bassa · Grand Cape Mount · Grand Gedeh · Grand Kru · Lofa · Margibi · Maryland · Montserrado · Nimba · River Cess · River Gee · Sinoe